# 通知并删除
通知並删除是指法院发出有關在線內容違法的命令後，網頁寄存服務刪除違規的在線内容。基本上很多涉及侵犯版權和誹謗的在線內容會走「通知並刪除」這個流程。在美国和欧盟法律中，「通知並刪除」是網頁寄存服務的有限责任以及安全港條款的一部分（见1998年數字千年版權法和2000年电子商务指令）。網頁寄存服務必须在接到有關存儲的內容非法的通知后，迅速删除或禁止用戶访问其托管的内容。